# Emil Czeczko
Emil Czeczko (ur. 29 maja 1996 w Bartoszycach, zm. 17 marca 2022 w Mińsku) – polski żołnierz w stopniu starszego szeregowego, który zdezerterował na Białoruś. Po ucieczce odegrał epizodyczną rolę propagandową w medialnym uwiarygadnianiu oceny kryzysu migracyjnego na polsko-białoruskiej granicy z perspektywy władz Alaksandra Łukaszenki.

## Życiorys

### Młodość i sprawy karne
Urodził się 29 maja 1996 w Bartoszycach. Po ukończeniu szkoły średniej pracował w dwóch przedsiębiorstwach budowlanych, gdzie w ostatnim, tuż po uzyskaniu zatrudnienia, udał się na 3-miesięczne szkolenie wojskowe. Po powrocie wdał się w konflikt z pracodawcą, domagając się bezprawnie miesięcznego urlopu wypoczynkowego, w odpowiedzi na co został zwolniony dyscyplinarnie. Czeczko wstąpił ostatecznie do wojska w 2018, gdzie w stopniu szeregowego, a następnie starszego szeregowego, służył w 11 Mazurskim Pułku Artylerii, w 16 Pomorskiej Dywizji Zmechanizowanej im. Króla Kazimierza Jagiellończyka.
W sierpniu 2020 wprowadził się do jednopokojowego mieszkania swojej matki w rodzinnych Bartoszycach. Zapoczątkowało to okres wielomiesięcznego znęcania się psychicznego i fizycznego. Mężczyzna nadużywał alkoholu, wszczynał awantury, ograniczał matce swobodę poruszania się po pomieszczeniu, by w maju 2021 dokonać na nią fizycznej napaści. Czeczko dusił i bił matkę, a następnie groził jej pozbawieniem życia, co zakończyło się interwencją policji. 27 września 2021 Sąd Rejonowy w Bartoszycach uznał Czeczkę winnym zarzutów znęcania się nad matką. Zarządzono zakaz zbliżania się do niej na odległość do 50 metrów oraz zakaz kontaktowania się z nią do czasu uprawomocnienia wyroku.
11 grudnia 2021 został zatrzymany za prowadzenie samochodu pod wpływem alkoholu oraz marihuany. 29 grudnia 2021 z kolei Sąd Okręgowy w Olsztynie wydał prawomocny wyrok podtrzymujący orzeczenie bartoszyckiego sądu w sprawie znęcania się przez mężczyznę nad matką. Przebywający już wówczas na Białorusi Emil Czeczko został skazany na 6 miesięcy pozbawienia wolności i 1 rok zakazu zbliżania się do matki.

### Ucieczka na Białoruś i rola propagandowa

#### 2021
13 grudnia 2021 stawił się w jednostce, aby złożyć wypowiedzenie stosunku służbowego zawodowej służby wojskowej. Mimo to został wysłany nad granicę z Białorusią do patrolowania pasa przygranicznego w trakcie kryzysu migracyjnego na polsko-białoruskiej granicy, gdy Wojsko Polskie wspomagało działania Straży Granicznej. 4 dni później zszedł z posterunku i zaginął. Jak się okazało tego samego dnia, zdezerterował. 16 grudnia 2021 o godzinie 17:50 funkcjonariusze Grupy Grodzieńskiej białoruskiej Straży Granicznej we wsi Tuszemla położonej na granicy polsko-białoruskiej poinformowali o zatrzymaniu żołnierza polskich Sił Zbrojnych. Tuż po znalezieniu się na terytorium Białorusi, polski dezerter zwrócił się do lokalnych władz o udzielenie mu azylu politycznego, co motywował brakiem zgody na polską politykę wobec kryzysu migracyjnego oraz praktyki traktowania uchodźców na granicy.
Niespełna dzień po dezercji na terytorium Białorusi Emil Czeczko udzielił wywiadu państwowej telewizji Biełaruś-1 podczas pasma ATN-Nowosti. Podczas rozmowy z prezenterką przedstawił zeznania z rzekomych działań polskich służb na granicy wobec trafiających tam uchodźców i migrantów. Czeczko twierdził, że Straż Graniczna miała jakoby otwierać do nich ogień. Podtrzymał tę narrację w kolejnym wywiadzie, którego udzielił 22 grudnia 2021. Sugerował ponadto, że przed rzekomym oddawaniem strzałów do migrantów i uchodźców żołnierze mieli być upijani, by potem wręczyć im broń. Czeczko stwierdził, że brał udział w 10 takich akcjach. Odniósł się też do informacji medialnych na temat jego problemów z prawem w Polsce, których nagłośnienie określił jako próby zdyskredytowania go w oczach polskiej opinii publicznej.

#### 2022
7 stycznia 2022 dyrektor rządowej organizacji „Centrum Systemowa Ochrona Prawna” Dzmitryj Beliakou opublikował na Facebooku list Czeczki, jaki ten wystosował do Ministra Obrony Narodowej Mariusza Błaszczaka. Dezerter domagał się w nim wypłacenia zaległych pensji za grudzień i styczeń oraz wyraził chęć powrócenia do służby. Utrzymał przy tym, że ucieczka motywowana była jedynie sprzeciwem wobec rzekomych rozkazów strzelania do migrantów i uchodźców podczas służby na granicy.
10 lutego 2022 Czeczko ponownie pojawił się publicznie, występując podczas konferencji prasowej Komitetu Śledczego Białorusi, komórki tamtejszego KGB. Dezerter określił rzekome działania polskich służb na granicy wobec migrantów i uchodźców „ludobójstwem”, przedstawiając domniemaną wielkość ofiar i sposób chowania zwłok. Odpowiedzialnością za wysunięte przez siebie zarzuty obarczył polski kontrwywiad wojskowy.

### Reakcja polskich władz
17 grudnia 2021, nazajutrz po dezercji, Minister Obrony Narodowej Mariusz Błaszczak odwołał przełożonych Czeczki: dowódcę baterii, dowódcę plutonu i dowódcę 2 dywizjonu w Węgorzewie. Zwrócił uwagę na występujące w przeszłości u żołnierza problemy z prawem, które powinny stanąć na przeszkodzie w skierowaniu go do pracy przy granicy. Tego samego dnia oświadczenie wydał Dowódca Operacyjny Rodzajów Sił Zbrojnych gen. Tomasz Piotrowski, który akt dezercji Czeczki nazwał nikczemnym i zasugerował, że żołnierz w związku z konsekwencjami karnymi, jakie czekały na niego w Polsce, prowadzi „podwójną grę”.
Po pokazowej konferencji prasowej, w której Emil Czeczko wziął udział 10 lutego 2022, rzecznik prasowy Ministra Koordynatora Służb Specjalnych Stanisław Żaryn określił aktywność dezertera po ucieczce na Białoruś jako „bycie zakładnikiem swoich decyzji”, sugerując, że były żołnierz może być pod stałą kontrolą białoruskich służb specjalnych. Żaryn przypomniał wówczas, że za dotychczasowe przewinienia w Polsce oraz dezercję Czeczce groziło do 10 lat więzienia.

## Śmierć
17 marca 2022 Komitet Śledczy Białorusi poinformował, że Emil Czeczko został znaleziony martwy w mieszkaniu w Mińsku, które wcześniej wynajął mu zatrudniający go dyrektor centrum „Systemowa Obrona Praw Człowieka” Dzmitryj Bialakou. Czeczko miał zostać powieszony, a okoliczności jego śmierci miała badać białoruska grupa śledczo-dochodzeniowa.
Do pogrzebu Emila Czeczki doszło 2 miesiące po niewyjaśnionej ostatecznie śmierci, na początku maja 2022. Według strony białoruskiej, późna data pogrzebu miała być spowodowana brakiem odpowiedzi na telefony ze strony matki i krewnych Czeczki, a także brakiem współpracy ze strony polskiej ambasady w Mińsku. Dezerter został pochowany na polskim cmentarzu wojennym w miejscowości Dołhinów na północy Białorusi. Ceremonii pogrzebowej towarzyszył katolicki ksiądz, a na grobie zmarłego złożono wieńce w barwach flag Polski oraz Białorusi. Na jednym z nich umieszczono napis Dla Polskiego Żołnierza i Patrioty – Naród RP, co wraz z wyborem miejsca pochówku i oprawą zostało skomentowane przez rzecznika prasowego Ministra Koordynatora Służb Specjalnych Stanisława Żaryna jako prowokacja.
Sprawa Emila Czeczki była nadal nagłaśniana przez władze białoruskie, m.in. poprzez przydrożny billboard z jego podobizną i napisem: Mam czyste sumienie a Ty?, który prowokacyjnie umieszczony został blisko granicy z Polską.